# Église Santa Maria in Palmis
L'église Santa Maria in Palmis ou église Domine Quo Vadis est une église romaine, située dans le quartier Appio-Latino sur la via Appia, au croisement de la via Ardeatina.

## Historique
L'église est construite au XVIIe siècle sur le site d'une chapelle remontant au IXe siècle érigée sur le lieu de la vision de saint Pierre, rapportée dans les actes de Pierre, lors de laquelle, fuyant Rome et les persécutions de Néron, il rencontre Jésus à qui il demande « Domine Quo vadis ? » (« Seigneur où vas-tu ? ») et qui lui répond « Venio Romam iterum crucifigi » (« Je vais à Rome me faire crucifier de nouveau »), comprenant ainsi qu'il doit retourner dans la ville et affronter son martyre.
L'église héberge la Congrégation de Saint Michel Archange.

## Architecture et décorations
L'église abrite une plaque de marbre blanc qui est une copie de celle de la basilique Saint-Sébastien-hors-les-Murs voisine, présentant l'empreinte de deux pieds que la tradition populaire associe à ceux de Pierre (et quelquefois à Jésus) et que le pape Innocent III a décrétée vraie. Elle a été incluse dans le Decretali di Gregorio IX, livre IV, tit. 17, cap. Per Venerabilem[réf. nécessaire].

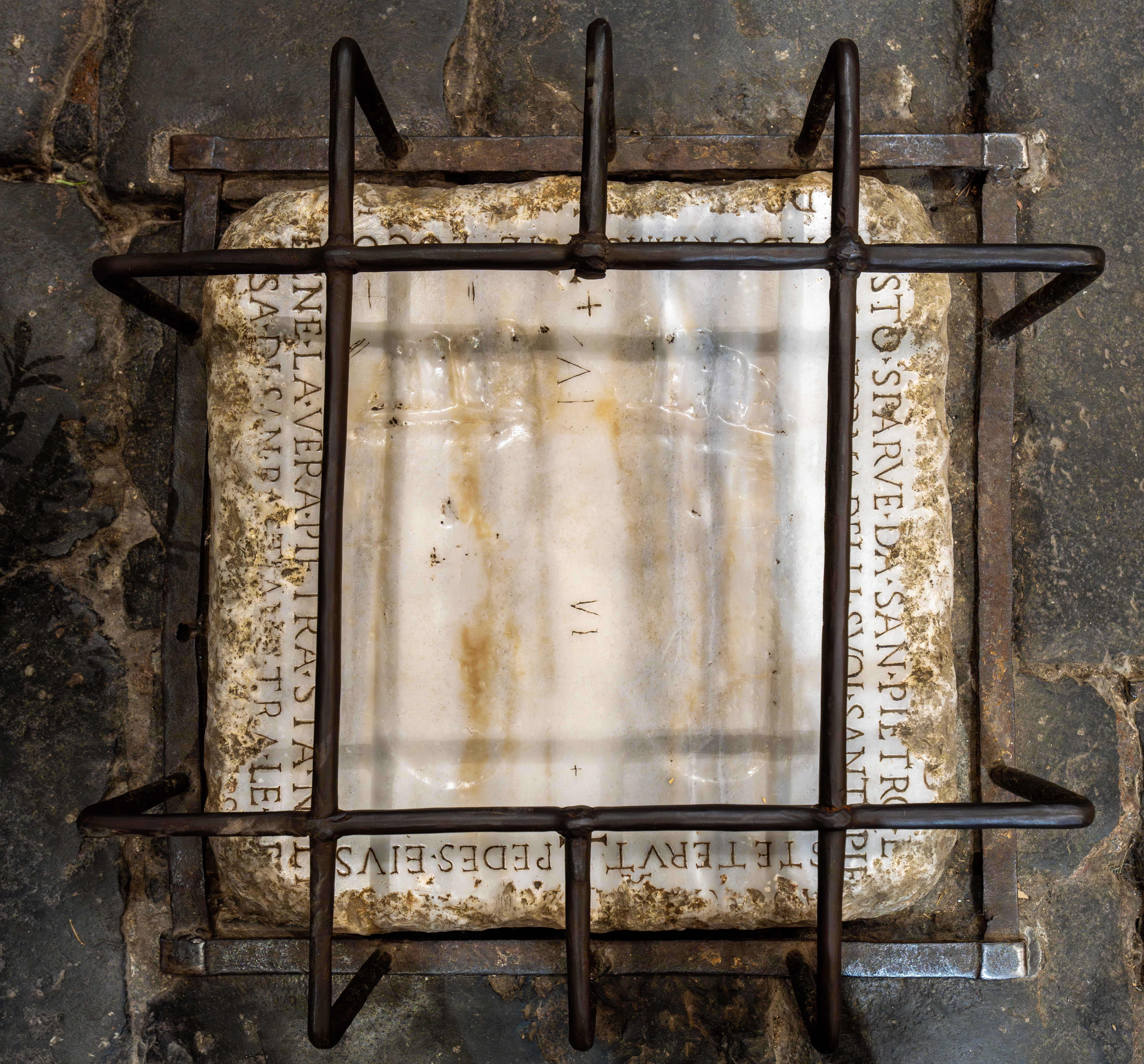
Rome, via Appia Antica, Église Quo vadis : ex-voto romain supposé être l'empreinte de saint Pierre.
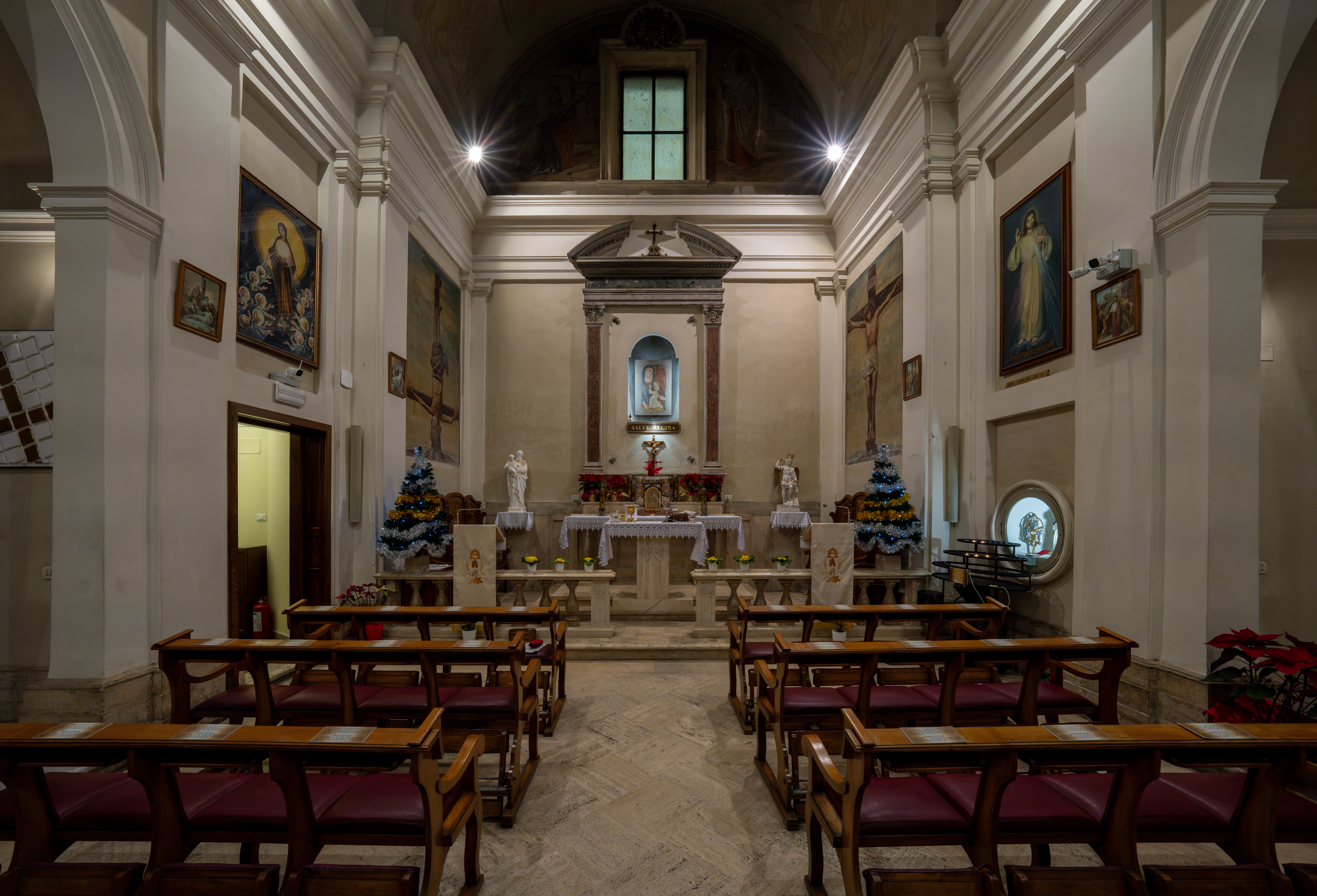
Intérieur.
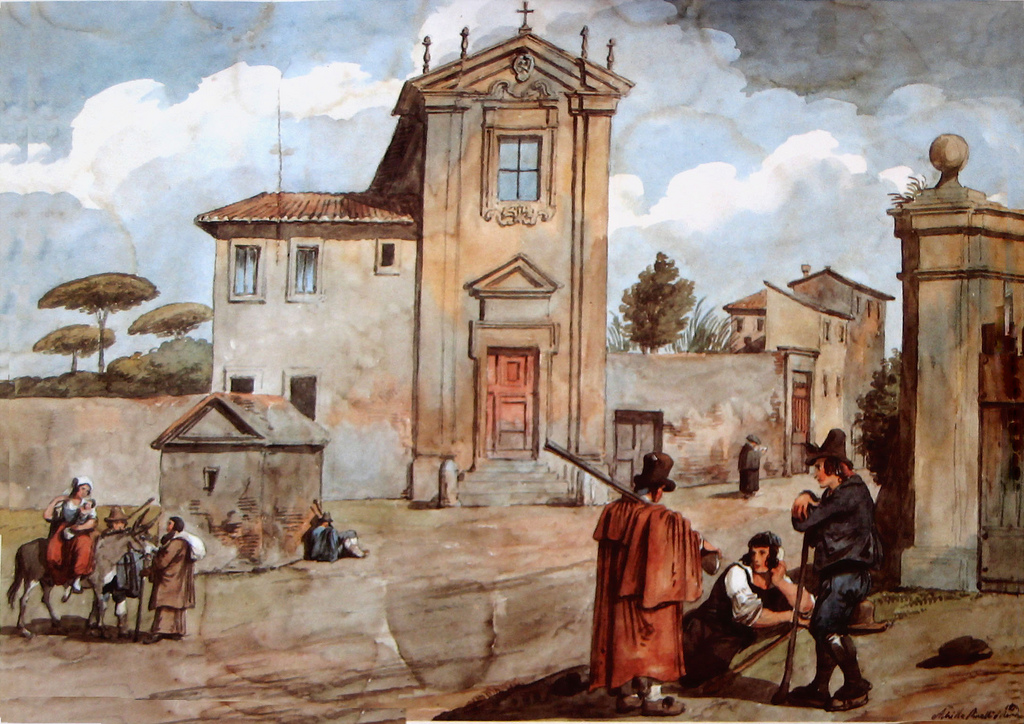
L'église par Achille Pinelli.